# Мурзицы (Кулебакский район)
Мурзицы — село в городском округе город Кулебаки Нижегородской области.

## География
Находится приблизительно в 1 км к северо-западу от города Кулебаки.

## История
Село имеет пригородный характер. Население издавна (ещё до 2017 года) работало на предприятиях города Кулебаки. В самом селе существовало подсобное свиноводческое хозяйство от металлургического завода, торфоразработки, совхоз «Кулебакский». Имеется школа, детсад, дом культуры. В период 1942—1945 годов существовал лагерь № 320 для военнопленных.

## Население
| 2002 | 2010  |
| ---- | ----- |
| 1833 | ↘1801 |

Национальный состав: русские — 99 % (2002 г.).